# 14 أغسطس
- السبت
- الأحد
- الاثنين
- الثلاثاء
- الأربعاء
- الخميس
- الجمعة

- 261 صفر 1447  هـ
- 272 صفر 1447  هـ
- 283 صفر 1447  هـ
- 294 صفر 1447  هـ
- 305 صفر 1447  هـ
- 316 صفر 1447  هـ
- 17 صفر 1447  هـ
- 28 صفر 1447  هـ
- 39 صفر 1447  هـ
- 410 صفر 1447  هـ
- 511 صفر 1447  هـ
- 612 صفر 1447  هـ
- 713 صفر 1447  هـ
- 814 صفر 1447  هـ
- 915 صفر 1447  هـ
- 1016 صفر 1447  هـ
- 1117 صفر 1447  هـ
- 1218 صفر 1447  هـ
- 1319 صفر 1447  هـ
- 1420 صفر 1447  هـ
- 1521 صفر 1447  هـ
- 1622 صفر 1447  هـ
- 1723 صفر 1447  هـ
- 1824 صفر 1447  هـ
- 1925 صفر 1447  هـ
- 2026 صفر 1447  هـ
- 2127 صفر 1447  هـ
- 2228 صفر 1447  هـ
- 2329 صفر 1447  هـ
- 241 ربيع الأول 1447  هـ
- 252 ربيع الأول 1447  هـ
- 263 ربيع الأول 1447  هـ
- 274 ربيع الأول 1447  هـ
- 285 ربيع الأول 1447  هـ
- 296 ربيع الأول 1447  هـ
- 307 ربيع الأول 1447  هـ
- 318 ربيع الأول 1447  هـ
- 19 ربيع الأول 1447  هـ
- 210 ربيع الأول 1447  هـ
- 311 ربيع الأول 1447  هـ
- 412 ربيع الأول 1447  هـ
- 513 ربيع الأول 1447  هـ

14 أغسطس أو 14 آب أو يوم 14 \ 8 (اليوم الرابع عشر من الشهر الثامن) هو اليوم السادس والعشرون بعد المئتين (226) من السنوات البسيطة، أو اليوم السابع والعشرون بعد المئتين (227) من السنوات الكبيسة وفقًا للتقويم الميلادي الغربي (الغريغوري). يبقى بعده 139 يوما لانتهاء السنة.

## أحداث
- 1844 - وقوع معركة إسلي بين فرنسا والمغرب.
- 1929 - تأسيس الوكالة اليهودية في فلسطين والتي من مهامها جمع الإعانات المالية لدعم الحركة الصهيونية لإنشاء وطن قومي لليهود.
- 1947 - باكستان تستقل عن الهند بقيادة محمد علي جناح.
- 1949 - الضابط سامي الحناوي يقود انقلابًا عسكريًا في سوريا ضد حسني الزعيم ويعدمه.
- 1968 - مروحية سيكورسكي إس-61 تابعة «لخطوط لوس أنجلوس الجوية» تسقط في كومبتون في كاليفورنيا، وأدى الحادث إلى مقتل 21 شخصًا.
- 1974 - الجيش التركي يدخل العاصمة القبرصية نيقوسيا في أعقاب الانقلاب العسكري الذي شهدته قبرص ووصول حكومة عسكرية من القبارصة اليونانين إلى الحكم.
- 1994 - إلقاء القبض على الإرهابي الدولي كارلوس في السودان.
- 2003 - انقطاع التيار الكهربائي عن الجزء الشمالي من الولايات المتحدة وكندا.
- 2005 - اصطدام طائرة «خطوط هيليوز الجوية» بجبل شمال ماراثوناس وفارنافاس باليونان، وأدت الحادثة إلى مقتل 121 شخص وجميع طاقم الطائرة.
- 2009 - زعيم جماعة جند أنصار الله عبد اللطيف موسى يعلن من «مسجد ابن تيمية» في رفح قيام إمارة إسلامية في أكناف بيت المقدس.
- 2013 - مئات القتلى وآلاف الجرحى إثر قيام الشرطة المصرية بفض اعتصامي رابعة العدوية والنهضة المؤيدة للرئيس محمد مرسي بالقاهرة والجيزة، وإعلان حالة الطوارئ وحظر التجوال في مصر.
- 2017 -
  - مجلس عموم المملكة المتحدة يُعلن توقف ساعة بيغ بن التاريخيَّة عن العمل لمُدَّة 4 سنوات بسبب أعمال الترميم والإصلاح، بعد 157 سنة من العمل المُتواصل.
  - مصرع أكثر من 300 شخص وتشريد أكثر من 3000 شخص جراء فيضانات وانهيارات طينية في عاصمة سيراليون فريتاون.
- 2018 -
  - فيضانات بسبب الأمطار الغزيرة في ولاية كيرلا الهندية تودي بحياة 300 شخص وُتشرد 200 ألف آخرين.
  - انهيار جزء من جسر موراندي في جنوة الإيطالية يُسفر عن مقتل 39 شخصاً.
- 2020 - عدد الإصابات المؤكدة بجائحة كورونا يتخطّى حاجز 21 مليون شخص حول العالم، من بينهم أكثر من 761 ألف حالة وفاة وحوالي 13 مليونًا و48 ألف حالة تماثلت للشفاء.
- 2021 - زلزال بقوة 7.2 على مقياس ريختر يضرب منطقة بوتي ترو دو نيب في هايتي، خلف أضرارًا كبيرة في المباني ومئات الضحايا.
- 2022 - اندلاع حريق في كنيسة أبي سيفين في منطقة إمبابة بالقاهرة، ممَّا أودى بحياة 41 شخصًا من جُملتهم كاهن الكنيسة.

## مواليد
- 1642 - قزما الثالث، دوق توسكانا.
- 1777 -
  - فرانشيسكو الأول، ملك مملكة الصقليتين.
  - هانز أورستد، عالم فيزياء وكيمياء دنماركي.
- 1867 - جون غلزورثي، أديب إنجليزي حاصل على جائزة نوبل في الأدب عام 1932.
- 1874 - مصطفى كامل، سياسي مصري.
- 1926 - رينيه جوسيني، كاتب فرنسي.
- 1933 - ريتشارد إرنست، عالم كيمياء سويسري حاصل على جائزة نوبل في الكيمياء عام 1991.
- 1945 - ستيف مارتن، ممثل أمريكي.
- 1947 - زهرة الربيعي، ممثلة عراقية.
- 1949 - مورتن أولسن، لاعب ومدرب كرة قدم دنماركي.
- 1959 - مارسيا غاي هاردن، ممثلة أمريكية.
- 1962 - إكليل ظنين، رئيس جزر القمر.
- 1966 -
  - محمد خرماشو، ممثل سوري.
  - هالي بيري، ممثلة أمريكية.
- 1971 - راؤول بوفا، ممثل إيطالي.
- 1972 - تامر السعيد، مخرج مصري.
- 1973 -
  - جاريد بورغيتي، لاعب كرة قدم مكسيكي.
  - جاي جاي أوكوشا، لاعب كرة قدم نيجيري.
- 1976 - مايا نصري، مغنية وممثلة لبنانية.
- 1978 - إياس أبو غزالة، ممثل فلسطيني من مواليد سوريا.
- 1981 - ماثيو إثرينغتون، لاعب كرة قدم إنجليزي.
- 1983 - ميلا كينيس، ممثلة أمريكية.
- 1984 - روبن سودرلينغ، لاعب كرة مضرب سويدي.
- 1985 - كريستيان غينتنر، لاعب كرة قدم ألماني.
- 1988 - شهد برمدا، مغنية سورية.

## وفيات
- 582 - الإمبراطور تيبريوس الثاني، إمبراطور الإمبراطورية البيزنطية.
- 1118 - المستظهر بالله، خليفة عباسي.
- 1426 - خليل بن هارون الصنهاجي، فقيه مالكي وصوفي مغاربي.
- 1464 - البابا بيوس الثاني، بابا الكنيسة الرومانية الكاثوليكية.
- 1661 - صفي الدين القشاشي، متصوف وفقيه ومصنف مسلم.
- 1941 - بول ساباتييه، عالم كيمياء فرنسي حاصل على جائزة نوبل في الكيمياء عام 1912.
- 1949 - حسني الزعيم، عسكري وسياسي سوري.
- 1956 - برتولت بريشت، شاعر ألماني.
- 1958 - فردريك جوليو-كوري، عالم فيزياء فرنسي حاصل على جائزة نوبل في الكيمياء عام 1935.
- 1988 - اينزو فيراري، مستثمر إيطالي ومؤسس فريق فيراري لسباق السيارات وصاحب العلامة التجارية ذاتها.
- 1988 - إبراهيم علان، شاعر ولغوي وصحفي فلسطيني.
- 2010 - أحمد السقاف، أديب وشاعر كويتي.
- 2011 -
  - طلعت زين، مغني وممثل مصري.
  - شامي كابور، ممثل هندي.
- 2017 - عبد الكريم غلاب، أديب مغربي.
- 2020 - شويكار، ممثلة مصرية.

## أعياد ومناسبات
- عيد الاستقلال في باكستان.
- عيد العلم في باراغواي.

## وصلات خارجية
- وكالة الأنباء القطريَّة: حدث في مثل هذا اليوم.
- النيويورك تايمز: حدث في مثل هذا اليوم.
- BBC: حدث في مثل هذا اليوم.